# Kevin Garnett
Kevin Garnett (nascut el 19 de maig de 1976 a Mauldin, Carolina del Sud) és un exjugador professional de bàsquet a l'NBA. Va ser un emblema dels Minnesota Timberwolves i dels Boston Celtics i és valorat com un dels millors jugadors de la història en aquesta posició. Fa 2,11 metres d'alçada i pesa 115 kg. Va ser votat com a MVP de la lliga 2003-2004. Ha estat deu cops All-Star i set cops al Quintet defensiu de l'NBA.

## Trajectòria professional
Format a la Farragut Academy High School d'Illinois, a la perifèria de Chicago (igual que altres jugadors com Eddy Curry o Dwyane Wade), va ser escollit en el número 5 del Draft de 1995 pels Minnesota Timberwolves. Aquesta elecció no fou gratuïta, ja que l'aposta en el seu moment va ser arriscada en tractar-se del primer jugador a ser seleccionat al Draft sense haver jugat mai a la universitat amb 20 anys (en aquell moment Kevin tenia 18 anys).
L'impacte va ser pràcticament immediat, convertint-se ràpidament en l'ídol dels aficionats de Minneapolis, que gaudirien de Garnett durant dotze anys. Estrella indiscutible de l'equip, l'any 1998 va renovar el seu contracte amb Minnesota Timberwolves per prop de 28 milions de dòlars i 6 anys. L'equip es va plantar i la temporada de l'any 1999 va començar amb mesos d'endarreriment.
Aquells dotze anys van estar marcats per la frustració. Va liderar l'equip en punts, rebots i assistències gairebé cada temporada, va guanyar tots els guardons personals possibles i va vendre més samarretes que ningú, però malgrat això no va arribar mai a les finals de l'NBA. L'any que va ser més a prop de l'èxit va ser quan va coincidir amb els ínclits Sam Casell i Latrell Sprewell, però la relació personal, després d'una temporada bona i uns play-offs, va anar empitjorant fins a provocar la sortida d'aquests dos jugadors.
Entre 2007 i 2013 va jugar als Boston Celtics del 2013 al 2015 als Brooklyn Nets abans de tornar als Minesota Timberwolves.
Al final de la temporada 2015-2016 va anunciar la seva retirada.

## Guardons personals
- NBA MVP (2004)
- 10 vegades NBA All-Star: 1997, 1998, 2000, 2001, 2002, 2003, 2004, 2005, 2006, 2007
- MVP de l'NBA All-Star Game: (2003, Atlanta)
- 9 cops a l'All-NBA Team:
  - Primer equip (1999-2000, 2002-2003, 2003-2004)
  - Segon equip (2000-2001, 2001-2002, 2004-2005)
  - Tercer equip (1998-1999, 2005-2006, 2006-2007)
- 7 vegades a l'All-Defensive Team:
  - Primer equip (1999-2000, 2000-2001, 2001-2002, 2002-2003, 2003-2004, 2004-2005)
  - Segon equip (2005-2006)
- NBA All-Rookie (1995-1996, segon equip)
- 4 vegades líder de l'NBA en Eficiència Total (2003-2004, 2004-2005, 2005-2006, 2006-2007)
- 4 vegades líder de l'NBA en Rebots per partit (2003-2004, 2004-2005, 2005-2006, 2006-2007)
- 2 vegades líder de l'NBA en Rebots totals (2003-2004, 2004-2005)
- 4 vegades líder de l'NBA en Rebots Defensius (2002-2003, 2003-2004, 2004-2005, 2005-2006 (752)
- Líder de l'NBA en punts totals (2003-2004)
- Líder de l'NBA en tirs de camp (2003-2004)
- Premi J. Walter Kennedy d'ajuda a la comunitat (2005-2006)
- Únic jugador de l'NBA en:
  - fer una mitjana de més de 20 punts, 10 rebots i 5 assistències durant 7 temporades consecutives.
  - arribar a 17.000 punts, 9.500 rebots, 3.800 assistències, 1.190 recuperacions i 1.450 taps en tota la carrera (i té tan sols 31 anys)
- 8è en eficiència total de tota la carrera de tota la història de l'NBA
- Medallista d'Or als Jocs Olímpics de Sidney 2000 amb la delegació dels Estats Units.
- El 8 de desembre de 2006, supera Magic Johnson en la llista històrica d'anotadors, passant a ser el 57 de tots els temps.

## Característiques tècniques
Dotat d'un talent natural extraordinari, l'explossivitat física explica part de l'èxit d'aquest jugador. I és que malgrat tenir el cos d'un pivot o centre (2,11 m, 110 kg) la seva agilitat, velocitat i moviments són típiques d'un aler.
En el seu moment va revolucionar l'NBA. Garnett no té comparacions històriques senzillament perquè no existeixen. No hi ha casos, o molt inèdits, de jugadors tan alts que llancessin de lluny, botessin la pilota com un base, defensessin el pivot rival i juguessin d'aler. Impossible de parar, la baixada en les seves estadístiques dels darrers anys a Minnesotta Timberwolves s'explica per la falta de motivació, sent l'únic que sembla aspirar a alguna cosa a l'equip. Posteriorment han anat apareixent jugadors amb característiques comparables a les de Garnett (Pau Gasol, Lamar Odom, Dirk Nowitzki, Andrei Kirilenko) però el pioner va ser ell i sens dubte es troba entre els 5 millors jugadors de la lliga.

## Estadístiques de la seva carrera
| † | Campió de la NBA  |
|   | Líder de la lliga |

### Temporada regular
| Any       | Equip     | PJ    | PT    | MPP  | %TC  | %3P  | %TL  | RPP  | APP | ROB | TPP | PPP  |
| --------- | --------- | ----- | ----- | ---- | ---- | ---- | ---- | ---- | --- | --- | --- | ---- |
| 1995-96   | Minnesota | 80    | 43    | 28.7 | .491 | .286 | .705 | 6.3  | 1.8 | 1.1 | 1.6 | 10.4 |
| 1996-97   | Minnesota | 77    | 77    | 38.9 | .499 | .286 | .754 | 8.0  | 3.1 | 1.4 | 2.1 | 17.0 |
| 1997-98   | Minnesota | 82    | 82    | 39.3 | .491 | .188 | .738 | 9.6  | 4.2 | 1.7 | 1.8 | 18.5 |
| 1998-99   | Minnesota | 47    | 47    | 37.9 | .460 | .286 | .704 | 10.4 | 4.3 | 1.7 | 1.8 | 20.8 |
| 1999-2000 | Minnesota | 81    | 81    | 40.0 | .497 | .370 | .765 | 11.8 | 5.0 | 1.5 | 1.6 | 22.9 |
| 2000-01   | Minnesota | 81    | 81    | 39.5 | .477 | .288 | .764 | 11.4 | 5.0 | 1.4 | 1.8 | 22.0 |
| 2001-02   | Minnesota | 81    | 81    | 39.2 | .470 | .319 | .801 | 12.1 | 5.2 | 1.2 | 1.6 | 21.2 |
| 2002-03   | Minnesota | 82    | 82    | 40.5 | .502 | .282 | .751 | 13.4 | 6.0 | 1.4 | 1.6 | 23.0 |
| 2003-04   | Minnesota | 82    | 82    | 39.4 | .499 | .256 | .791 | 13.9 | 5.0 | 1.5 | 2.2 | 24.2 |
| 2004-05   | Minnesota | 82    | 82    | 38.1 | .502 | .240 | .811 | 13.5 | 5.7 | 1.5 | 1.4 | 22.2 |
| 2005-06   | Minnesota | 76    | 76    | 38.9 | .526 | .267 | .810 | 12.7 | 4.1 | 1.4 | 1.4 | 21.8 |
| 2006-07   | Minnesota | 76    | 76    | 39.4 | .476 | .214 | .835 | 12.8 | 4.1 | 1.2 | 1.7 | 22.4 |
| 2007-08†  | Boston    | 71    | 71    | 32.8 | .539 | .000 | .801 | 9.2  | 3.4 | 1.4 | 1.2 | 18.8 |
| 2008-09   | Boston    | 57    | 57    | 31.1 | .531 | .250 | .841 | 8.5  | 2.5 | 1.1 | 1.2 | 15.8 |
| 2009-10   | Boston    | 69    | 69    | 29.9 | .521 | .200 | .837 | 7.3  | 2.7 | 1.0 | .8  | 14.3 |
| 2010-11   | Boston    | 71    | 71    | 31.3 | .528 | .200 | .862 | 8.9  | 2.4 | 1.3 | .8  | 14.9 |
| 2011-12   | Boston    | 60    | 60    | 31.1 | .503 | .333 | .857 | 8.2  | 2.9 | .9  | 1.0 | 15.8 |
| 2012-13   | Boston    | 68    | 68    | 29.7 | .496 | .125 | .786 | 7.8  | 2.3 | 1.1 | .9  | 14.8 |
| 2013-14   | Brooklyn  | 54    | 54    | 20.5 | .441 | .000 | .809 | 6.6  | 1.5 | .8  | .7  | 6.5  |
| Total     | Total     | 1.377 | 1.340 | 35.5 | .497 | .277 | .790 | 10.3 | 3.9 | 1.3 | 1.5 | 18.6 |
| All-Star  | All-Star  | 14    | 11    | 21.6 | .511 | .000 | .875 | 6.5  | 3.0 | 1.2 | .8  | 10.0 |

### Playoffs
| Año   | Equipo    | PJ  | PT  | MPP  | %TC  | %3P   | %TL   | RPP  | APP | ROB | TPP | PPP  |
| ----- | --------- | --- | --- | ---- | ---- | ----- | ----- | ---- | --- | --- | --- | ---- |
| 1997  | Minnesota | 3   | 3   | 41.7 | .471 | 1.000 | 1.000 | 9.3  | 3.7 | 1.3 | 1.0 | 17.3 |
| 1998  | Minnesota | 5   | 5   | 38.8 | .480 | .000  | .778  | 9.6  | 4.0 | .8  | 2.4 | 15.8 |
| 1999  | Minnesota | 4   | 4   | 42.5 | .443 | .000  | .739  | 12.0 | 3.8 | 1.8 | 2.0 | 21.8 |
| 2000  | Minnesota | 4   | 4   | 42.8 | .385 | .667  | .813  | 10.8 | 8.8 | 1.2 | .8  | 18.8 |
| 2001  | Minnesota | 4   | 4   | 41.3 | .466 | .000  | .833  | 12.0 | 4.3 | 1.0 | 1.5 | 21.0 |
| 2002  | Minnesota | 3   | 3   | 43.3 | .429 | .500  | .719  | 18.7 | 5.0 | 1.7 | 1.7 | 24.0 |
| 2003  | Minnesota | 6   | 6   | 44.2 | .514 | .333  | .607  | 15.7 | 5.2 | 1.7 | 1.7 | 27.0 |
| 2004  | Minnesota | 18  | 18  | 43.5 | .452 | .313  | .776  | 14.6 | 5.1 | 1.3 | 2.3 | 24.3 |
| 2008† | Boston    | 26  | 26  | 38.0 | .495 | .250  | .810  | 10.5 | 3.3 | 1.4 | 1.1 | 20.4 |
| 2010  | Boston    | 23  | 23  | 33.3 | .495 | .000  | .839  | 7.4  | 2.5 | 1.1 | .9  | 15.0 |
| 2011  | Boston    | 9   | 9   | 36.3 | .441 | .000  | .759  | 10.9 | 2.6 | 1.9 | 1.0 | 14.9 |
| 2012  | Boston    | 20  | 20  | 36.9 | .497 | .250  | .813  | 10.3 | 1.5 | 1.2 | 1.4 | 19.2 |
| 2013  | Boston    | 6   | 6   | 35.3 | .500 | .000  | .941  | 13.7 | 3.5 | .8  | 1.0 | 12.7 |
| 2014  | Brooklyn  | 12  | 12  | 20.8 | .524 | .000  | .739  | 6.3  | 1.3 | .8  | .4  | 6.9  |
| Total | Total     | 143 | 143 | 36.9 | .478 | .273  | .789  | 10.7 | 3.3 | 1.2 | 1.3 | 18.2 |

## Curiositats
- Té els "malnoms" de "The Big Ticket", "KG" i "The Kid", ja que va entrar a l'NBA a una edat inusualment jove (18 anys, tres anys menys de la majoria d'edat als Estats Units).
- Va ser portada de Sports Illustrated, ja el Juny del 95: "Ready or not..." ("preparat o no..."). S'explica per la joventut i el fet que provenia directament de la High School.[5]
- Va aparèixer al número 55 del llistat de Forbes, els anys 2000 i 2001, com un dels americans més influents.
- Porta 2 tatuatges: un amb les seves inicials, "KG", i l'altre amb la inscripció "Blood, sweat and tears" ("sang, suor i llàgrimes").[6]